# Оптична система
Оптична система — сукупність оптичних деталей, встановлених у положення, задане розрахунком і конструкцією.

## Терміни і визначення
Оптична система у якій центри всіх сферичних поверхонь розташовані на оптичній осі, називається центрованою.
Оптична вісь системи — загальна вісь обертання поверхонь, що складають центровану оптичну систему. Відношення показника заломлення в просторі зображень до задньої фокусної відстані системи називається оптичною силою системи. Одиницею оптичної сили системи є діоптрія. В офтальмологічній оптиці оптичну силу системи називають рефракцією.
Відстань від вершини першої поверхні оптичної системи до переднього фокуса — передній вершинний фокальний відрізок.
Фокусна відстань оптичної системи — відстань між точкою головного фокуса і головною точкою системи. Розрізняють передню фокусну відстань оптичної системи (між передньою точкою головного фокуса і передньою головною точкою) і задню (між задньою точкою головного фокуса і задньою головною точкою). Для симетричної оптичної системи, що працює в повітрі, задні і переднє фокусні відстані рівні одна одній.

## Різновиди оптичних систем
Оптична система може давати дійсне або уявне зображення. Якщо промені, які йдуть від точкового джерела, після проходження оптичної системи збігаються в деякій точці, то така точка є дійсним зображенням джерела. Якщо промені, які пройшли оптичну систему, утворюють розбіжний пучок, тобто не перетинаються, а щоб знайти зображення джерела, доводиться продовжувати розбіжний пучок у напрямі, протилежному напрямку поширення світла, то утворене зображення називають уявним.
Найпростіша оптична система: плоске дзеркало (відбивач світла). Більш складні оптичні системи: лінза (збільшувальне скло), призма, світлофільтр, діафрагма.
Людське око має складну оптичну систему.

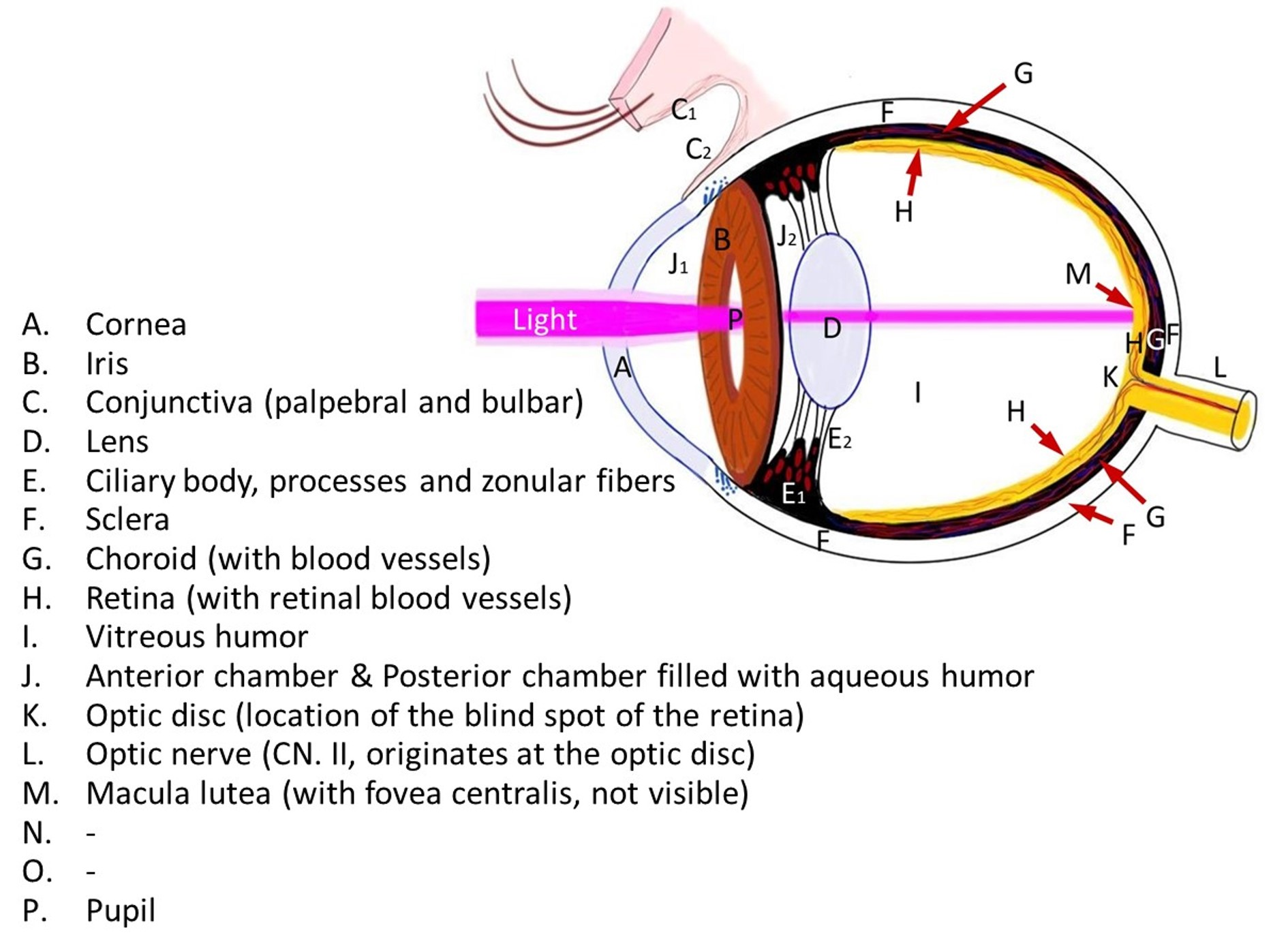
Будова ока людини
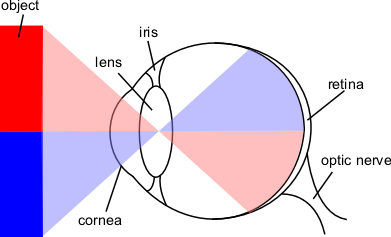
Принцип роботи ока (зіниця не відображена і не врахована)
Оптична схема ока (не відображено і не враховано зіницю, яка є діафрагмою)

Оптичні системи у вигляді завершених виробів називаються оптичними приладами.
Найпростіші оптичні прилади:
- лупа — лінза в оправі з руків'ям для тримання;
- монокль — лінза в оправі для корекції зору (пенсне та окуляри складаються з двох лінз, по одній лінзі на кожне око людини);
- сонцезахисні окуляри — світлофільтри в оправі;
- камера-обскура — темне приміщення або коробка з невеликим отвором в одній зі стін.
- перископ — оптичний прилад для зміни положення точки зору (найпростіший перископ складається з вертикальної труби та двох дзеркал).

Складні оптичні прилади: мікроскоп, телескоп, бінокль, фотокамера — це оптичні системи з кількох лінз, призм, дзеркал (відбивачів) та світлофільтрів, які також можуть переміщуватися один відносно одного для зміни параметрів оптичної системи прилада. Елементи складних оптичних приладів називаються оптичними пристроями (окуляр, триплет, об'єктив, тощо). Окуляр — це останній елемент оптичного прилада після якого зібране світло потраплє в око людини (у більшості сучасних оптичних приладів за окуляром або безпосередньо в окуляр інтегрується ПЗЗ-матриця, яка замінила фотоплівку і фотопластини, під'єднана до комп'ютера, яка має більшу світлочутливість у різних спектрах і більшу роздільну здатність ніж око людини).

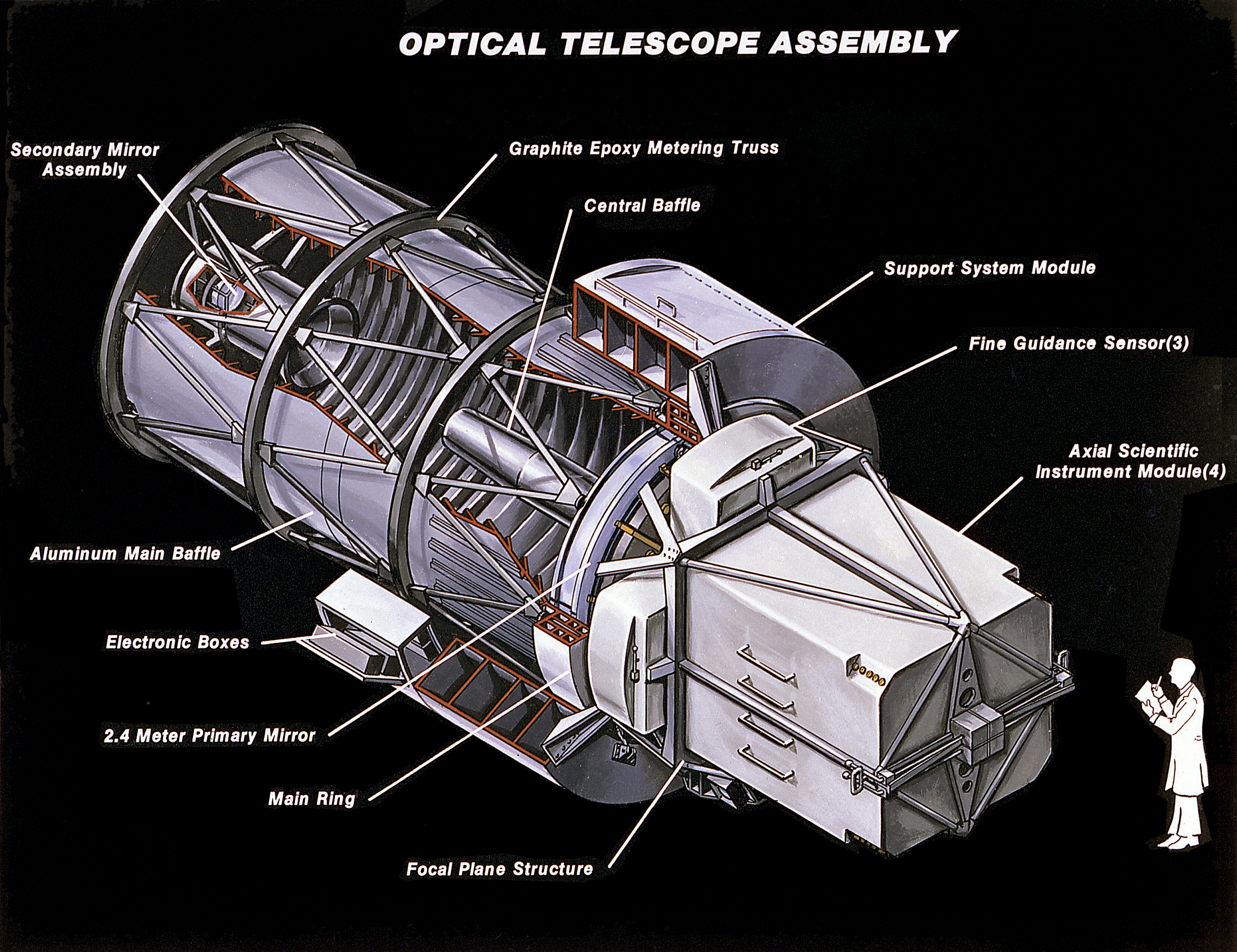
Будова телескопа Hubble
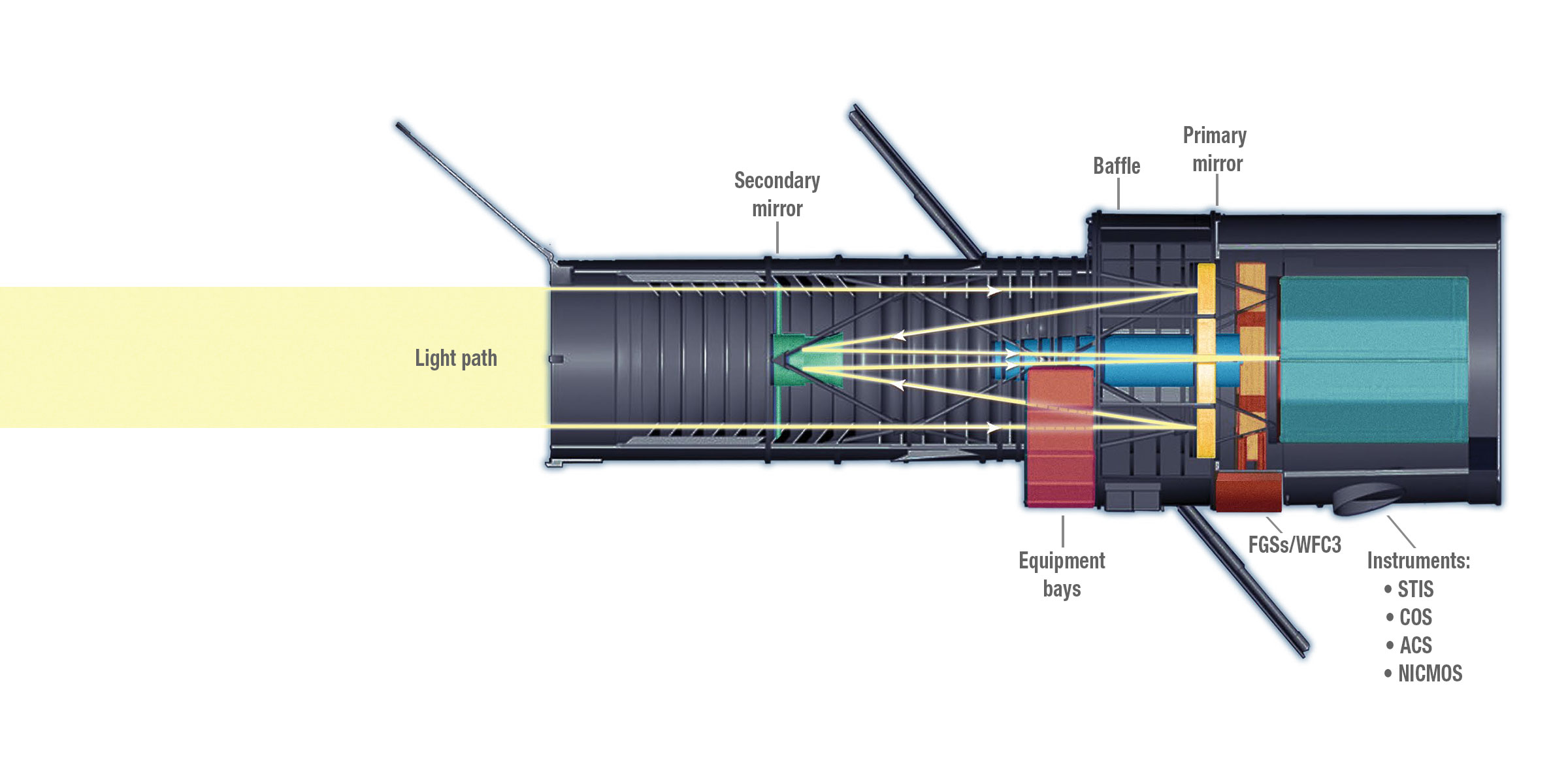
Оптична схема телескопа Hubble (загальна)

Світлові прилади мають оптичну систему в основі якої лежить власні джерела світла чи випромінювання. Ручний світлодіодний ліхтар є найпростішим сучасним світловим приладом, оптична система якого зосереджена в світлодіоді, який складається з інтегрованих випромінювача світла, параболічного відбивача та фокусуючої лінзи (у більш потужних ліхтарях можуть використовуватися додаткові лінзи, які дозволяють регулювати кут розсіювання світла). Світлодіодна лампа окрім світлодіода складається також з розсіювача світла.

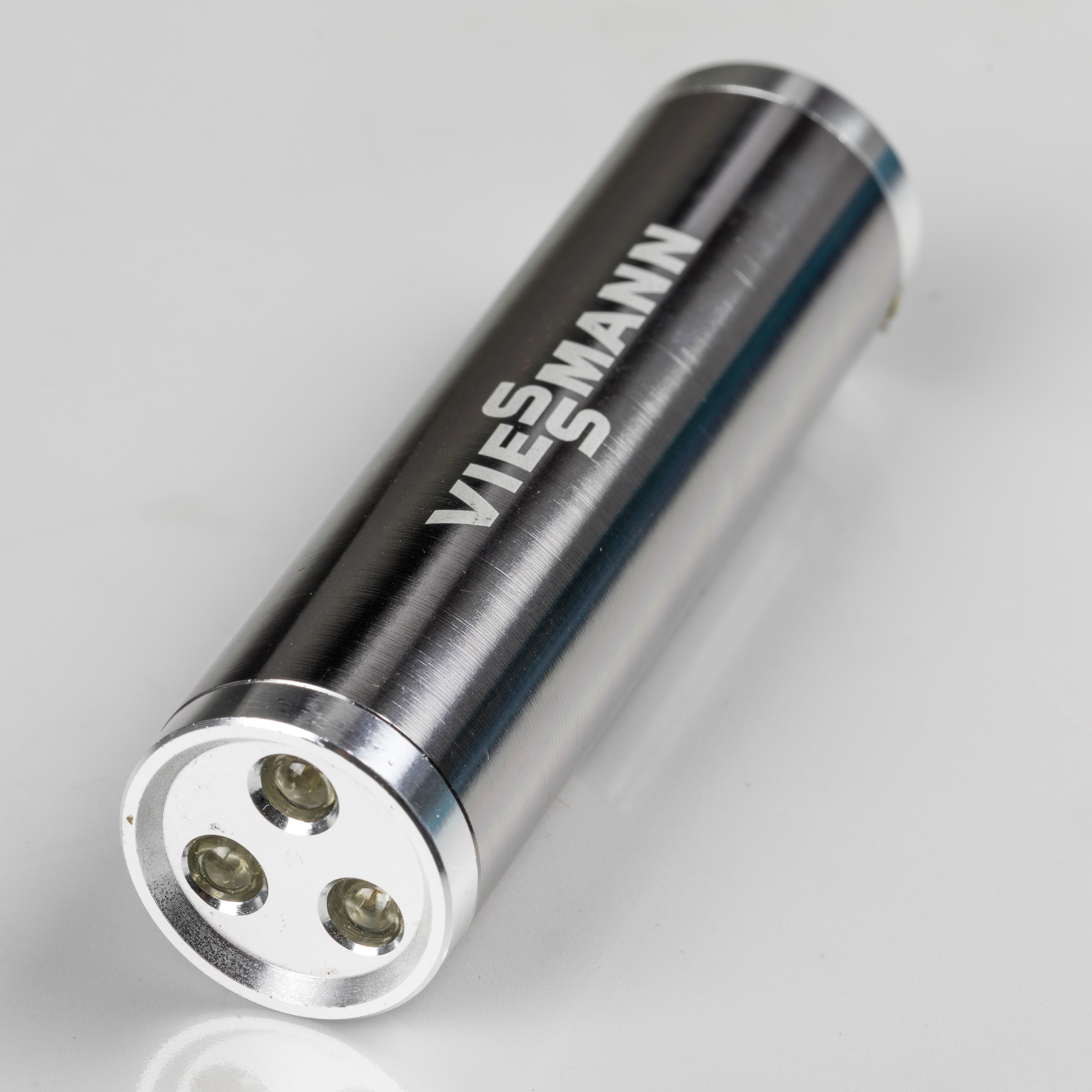
Світлодіодний ручний ліхтар
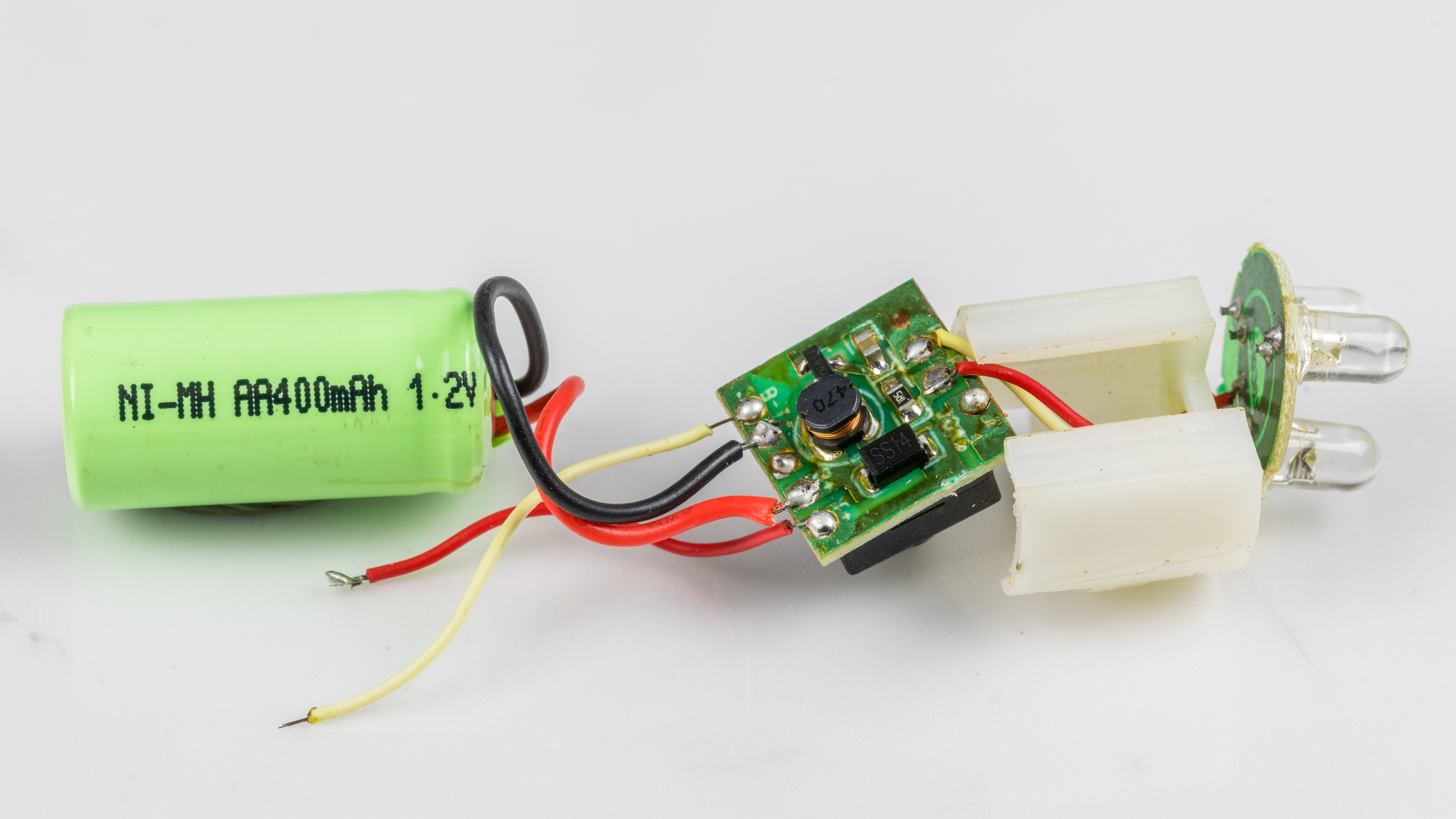
Внутршня будова ліхтаря
Будова світлодіода
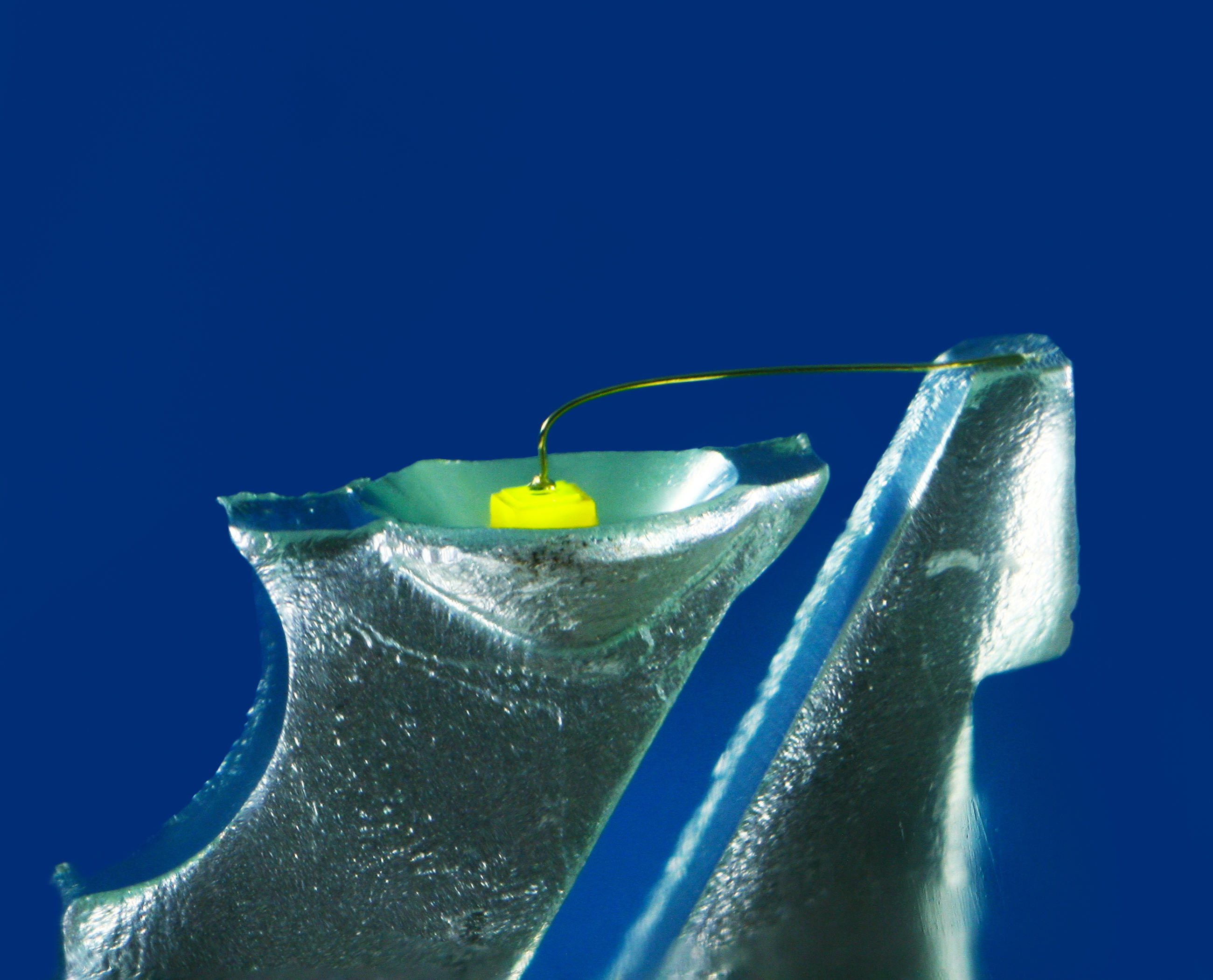
Збільшене зображення світлодіода
Оптична схема параболічного відбивача

## Програмне забезпечення
Для проектування, розрахунку і симуляцї оптичних систем використовують спеціалізовані САПР:
- Пропрієтарне ПЗ:
  - Aber (укр. Абер)[5][6][7][8];
  - ATMOS[9][10];
  - OSLO[en];
  - WinLens[11];
  - Zemax[en].
- Вільне ПЗ:
  - Astree[12]/Foucault2[13];
  - Geopter[14];
  - OpticalRayTracer[15];
  - Optics Workbench[16][17] (для FreeCAD);
  - Inkscape Ray Optics[18].

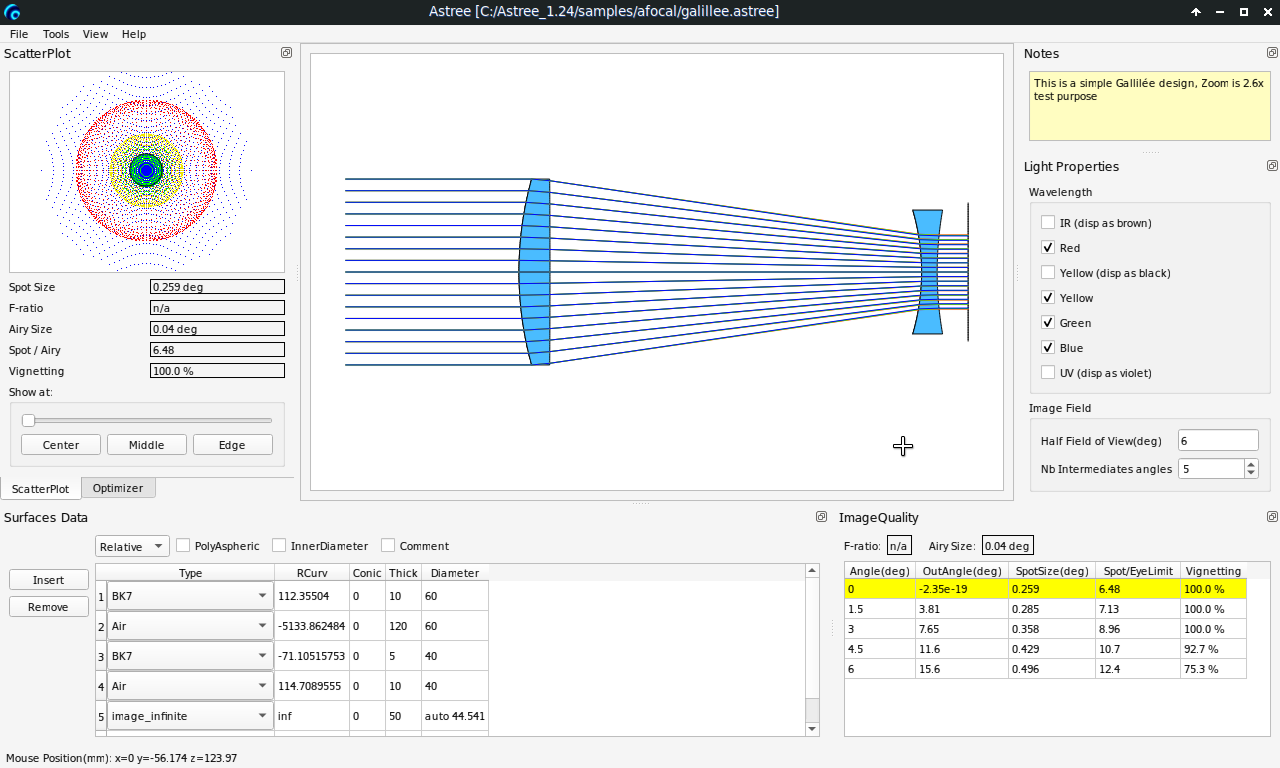
Простий телескоп Галілея у Astree
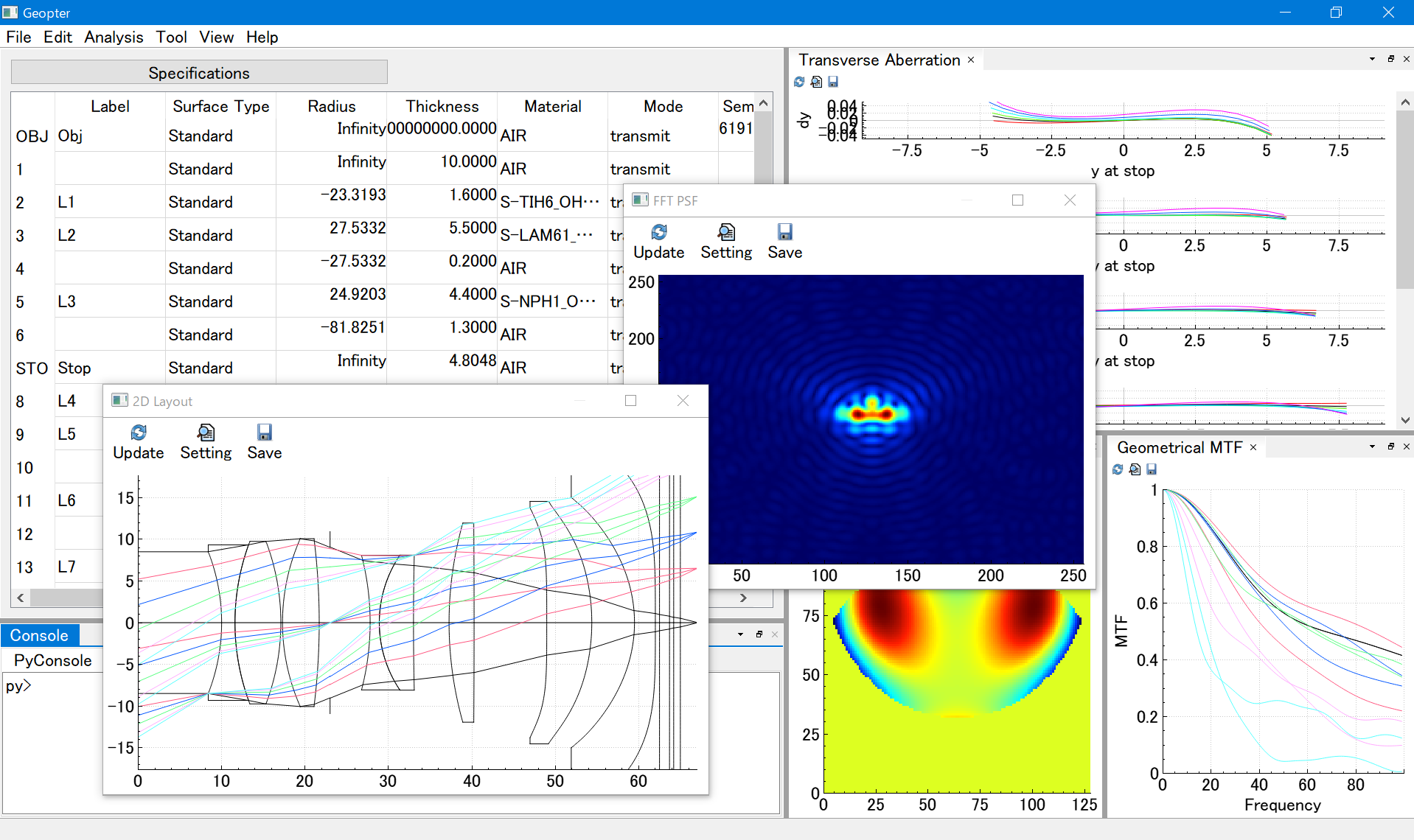
Знімок екрану Geopter